# Белгрејд (Мисури)
Белгрејд (енгл. Belgrade) насеље је у јужном делу округа Вашингтон, у америчкој савезној држави Мисури. Налази се на друму Missouri Supplemental Route C 9.6 километара западно од Каледоније, Мисури и 16 километара јужно од Потосија, такође у Мисурију.
Насеље је основано 1876. године и добило је име по главном граду Србије, Београду.

## Становништво
| Група             | 2000. | 2010. |
| Белци             |       |       |
| Афроамериканци    |       |       |
| Азијати           |       |       |
| Хиспаноамериканци |       |       |
| Укупно            |       |       |